# 井上节山因硕
井上節山因碩（いのうえ せつざんいんせき，1820年—1856年），日本圍棋棋手，為棋聖丈和的長子，本名戶谷梅太郎。

## 生平
梅太郎小時與同齡的秀和一同學棋，至五段均是同年同日晉升，至五段時剃髮改名為戶谷道和，被譽為可造之材。但在十多歲時，道和染病，因而棋力與秀和漸行漸遠，1839年丈和退休立丈策為繼承人，隔年秀和被立為丈策的跡目，道和頓時失去目標大受打擊而鬱鬱寡歡，因而還俗，還俗時名為葛野忠左衛門（葛野是丈和後來改的姓），並離開坊門到各國旅行散心。
1836年本因坊家外家水谷家跡目水谷琢廉去世，於是丈和安排下過繼水谷家成為養子，改名為水谷順策。丈和在與第十一世井上因碩爭奪名人碁所的計謀下（參見丈和頁面），水谷順策又被送去井上家成為人質。1844年第十一世井上因碩在與秀和的名人碁所之爭敗下陣後，請求已退休的丈和將順策成為井上家的跡目，並說服了反對的丈策與秀和，於是順策脫離水谷家家籍，還名葛野忠左衛門，並以葛野忠左衛門之名成為井上因碩的養子，並改名為井上秀徹，隔年正式成為井上家的跡目。
1846年首次參加御城碁。在跡目時期能保持與本因坊跡目秀策先相先（差一段）的實力。1848年十一世井上因碩退休，秀徹繼任為第十二世井上因碩。
也許因為會與原本十一世因碩前得力弟子赤星因徹做比較，或是原可成為水谷家家督，或成為井上、本因坊家和解的重要人，或說坊門出生卻成為井上家家督，或幻庵（十一世井上因碩）對其投以極大企望等，反正秀徹成為井上家家督後，變得壓力很大十分憂鬱甚至患了神經病。
1850年秀徹的徒弟嶋崎鎌三郎與秀徹妻通姦，被秀徹發現而被砍死，可見當時精神病已很嚴重；因為嶋崎鎌三郎的家族雖為名門但曾受過井上家極大優獲，所以這件事得以壓下來，但是秀徹也因此退位，傳位給林家棋手松本錦四郎，隱居後號節山，因此後世稱其為井上節山因碩。

## 外部連結
日本圍棋故事